# Margarornis bellulus
Margarornis bellulus là một loài chim trong họ Furnariidae.